# Закорський Владислав Володимирович
Владислав Володимирович Закорський (нар. 17 лютого 2000, Ніжин, Чернігівська область, Україна) — український футболіст, воротар.

## Життєпис
Вихованець київських ДЮСШ: «Переможець», «Динамо» та «Арсенал». Дорослу футбольну кар'єру розпочинав у сезоні 2019/20 в клубі «Кремінь», в складі якого дебютував в першій українській лізі. У 2021 році виступав в друголіговій команді «Миколаїв-2», також підключився і до поєдинків основної команди. У липні 2023 року підписав контракт з першоліговим футбольним клубом «Буковина» (Чернівці), проте вже в зимове міжсезоння за обопільною згодою сторін покинув команду. З березня 2024 року був гравцем клубу «Кудрівка-Нива», а перед стартом 2024/25 сезону перейшов до табору київського «Локомотива», в складі якого вперше у кар'єрі зіграв (дебютував) в матчі кубка України. З сезону 2025/26 виступає за новачка другої ліги ФК «Лісне», в складі якого грає ряд відомих гравців (в тому числі екс-гравці національної збірної).